# Лев Толстой (поезд)
«Лев Толсто́й» — скорый фирменный поезд № 032А/031А РЖД (ФПК), курсировавший (до 18 марта 2020 года) по маршруту Москва — Хельсинки — Москва.
С 4 июня 2012 в составе поезда началась пробная эксплуатация специального вагона-автомобилевоза для перевозки автомашин. 26 ноября 2012 года из Москвы впервые отправился поезд с вагоном-автомобилевозом, в котором находились автомобили пассажиров; 27 ноября поезд прибыл в Хельсинки.

## Общая информация
Название поезд получил в честь писателя Льва Толстого.
По состоянию на 2014 год, курсирует ежедневно кроме 31 декабря от Ленинградского вокзала Москвы через Тверь, Санкт-Петербург, Выборг, Вайниккалу, Коуволу и Лахти до Хельсинки и обратно. В составе поезда от 15 до 17 вагонов: 5 СВ, 8 купейных, один либо два вагона бизнес-класса, вагон-ресторан и вагон-гараж (прицепляется по заказу).
Нумерация вагонов ведется с головы поезда при отправлении из Москвы, из Хельсинки и Выборга — с хвоста поезда.
Максимально допустимая длина поезда на участке следования: 18 вагонов. В 2014 году произошло обновление состава модифицированными пассажирскими вагонами производства ТВЗ, моделью серии 61-4476, тип RIC.
Смена локомотива производится на ст. Вайниккала. Переход с постоянного тока (сторона России) на переменный (сторона Финляндии) осуществляется через нейтральную вставку на границе без станции стыкования родов тока, поэтому на участке Выборг — Вайниккала используются тепловозы или двухсистемные электровозы ЭП20. Проезд участка Москва — Выборг также возможен под электровозом постоянного тока, тогда смена локомотива происходит и на станции Выборг.
Снабжение поезда водой производится на ст. Москва-Пасс.-Октябрьская, Хельсинки. Снабжение поезда топливом производится на ст. Москва-Пасс.-Октябрьская.
Обслуживание вагонов производится в ЛВЧД-1 Москва (два состава).

## История
До середины 1970-х годов между Москвой и Хельсинки курсировали прицепные вагоны. Прибывая на Московский вокзал в составе скорого поезда Москва — Ленинград, вагоны отцеплялись от хвоста поезда и далее следовали под тягой тепловоза ТЭП60 на Волковскую, и далее через Финляндский железнодорожный мост до приграничной станции Вайниккала, делая остановку в Выборге. Обратно состав из Финляндии этим же путём прибывал на Московский вокзал около 23:00, прицеплялся маневровым локомотивом к поданным под посадку вагонам московского поезда и отправлялся в Москву около 23:30. Такие вагоны находились в пути между Москвой и Хельсинки примерно 16 часов 25 минут.
Днём рождения собственно поезда «Лев Толстой» является 30 мая 1975 года. Это был первый ночной поезд, развивавший скорость свыше 120 км/ч. Состав поезда стал формироваться из десяти вагонов: пассажирских, багажного, почтового и вагона-ресторана. Для поезда была сделана остановка на станции Ручьи. Станция предназначалась для высадки пассажиров, следовавших из Москвы в Ленинград. Кроме того, на станции во время стоянки происходила смена локомотивных бригад, поэтому продолжительность остановки, как правило составляла порядка десяти минут (согласно графику 1984 года поезд из Москвы прибывал в 05:54, отправлялся в 06:04, встречный из Хельсинки прибывал в 01:20, отправлялся в 01:30). Также поезд делал остановку на станциях Белоостров и Зеленогорск. Часть вагонов отцепляли в Выборге, остальные следовали в Финляндию: пять до Хельсинки и один до Турку. С 11 июня 2003 года остановка поезда в Санкт-Петербурге была перенесена на Ладожский вокзал.
В 2017 году, в год празднования 100-летия независимости Финляндии, по инициативе посольства Финляндии в России, в поезде начала действовать небольшая библиотека, знакомящая пассажиров с классической и современной литературой Финляндии.
C 18 марта 2020 года в рамках борьбы с пандемией COVID-19 курсирование пассажирских поездов между Россией и Финляндией было приостановлено.

## Маршрут движения
| Расписание следования скорого поезда 031А/032А «Лев Толстой» | Расписание следования скорого поезда 031А/032А «Лев Толстой» | Расписание следования скорого поезда 031А/032А «Лев Толстой» | Расписание следования скорого поезда 031А/032А «Лев Толстой» | Расписание следования скорого поезда 031А/032А «Лев Толстой» | Расписание следования скорого поезда 031А/032А «Лев Толстой» | Расписание следования скорого поезда 031А/032А «Лев Толстой» | Расписание следования скорого поезда 031А/032А «Лев Толстой» |
| Поезд № 032А                                                 | Поезд № 032А                                                 | Поезд № 032А                                                 | Поезд № 032А                                                 | Поезд № 031А                                                 | Поезд № 031А                                                 | Поезд № 031А                                                 | Поезд № 031А                                                 |
| Раздельные пункты                                            | Прибытие                                                     | Стоянка                                                      | Отправление                                                  | Прибытие                                                     | Стоянка                                                      | Отправление                                                  |                                                              |
| ------------------------------------------------------------ | ------------------------------------------------------------ | ------------------------------------------------------------ | ------------------------------------------------------------ | ------------------------------------------------------------ | ------------------------------------------------------------ | ------------------------------------------------------------ | ------------------------------------------------------------ |
| Москва Октябрьская                                           |                                                              |                                                              | 23:10                                                        | 09:19                                                        |                                                              |                                                              |                                                              |
| Тверь                                                        | 01:09                                                        | 2                                                            | 01:11                                                        | 06:59                                                        | 1                                                            | 07:00                                                        |                                                              |
| Санкт-Петербург Ладожский                                    | 05:49                                                        | 12                                                           | 06:01                                                        | 01:18                                                        | 35                                                           | 01:53                                                        |                                                              |
| Каннельярви*                                                 | 07:05                                                        | 11                                                           | 07:16                                                        | -                                                            | -                                                            | -                                                            |                                                              |
| Выборг                                                       | 07:54                                                        | 40                                                           | 08:34                                                        | 22:56                                                        | 40                                                           | 23:36                                                        |                                                              |
| Бусловская* (пограничная станция)                            | 08:56                                                        | 10                                                           | 09:06                                                        | 22:23                                                        | 10                                                           | 22:33                                                        |                                                              |
| Вайниккала (пограничная станция)                             | 09:14                                                        | 60                                                           | 10:14                                                        | 21:30                                                        | 45                                                           | 22:15                                                        |                                                              |
| Коувола                                                      | 11:08                                                        | 2                                                            | 11:10                                                        | 20:32                                                        | 2                                                            | 20:34                                                        |                                                              |
| Лахти                                                        | 11:53                                                        | 2                                                            | 11:55                                                        | 19:52                                                        | 2                                                            | 19:54                                                        |                                                              |
| Тиккурила                                                    | 12:45                                                        | 1                                                            | 12:46                                                        | 19:00                                                        | 1                                                            | 19:01                                                        |                                                              |
| Пасила                                                       | 13:23                                                        | 2                                                            | 13:25                                                        | 18:49                                                        | 1                                                            | 18:50                                                        |                                                              |
| Хельсинки                                                    | 13:30                                                        |                                                              |                                                              |                                                              |                                                              | 18:44                                                        |                                                              |

* техническая остановка, посадки/высадки пассажиров нет.